# 替地桃子
替地 桃子（かえち ももこ、1992年6月1日 - ）は、日本の女優。神奈川県出身。ホリプロ所属。
2016年よりアイリンク株式会社所属。（2023年8月よりXrise株式会社に社名変更。）
ガールズ演劇ユニット「Girl〈s〉ACTRY」のメンバー。

## 略歴
- 2010年3月より演劇ガールズユニット「Girl〈s〉ACTRY」のメンバーとして活動を開始。
- 2011年1月より、『大切なことはすべて君が教えてくれた』に牧田玲花役で出演。
- 2018年より世界公演「美少女戦士セーラームーンThe Super Live」に、セーラーマーキュリー/水野亜美役で出演。

## 人物
- キャッチコピーは「ほんわか系お嬢様」「品格とユーモアの絶妙なハーモニー」「実年齢より10歳増し！」
- 憧れている俳優は、市村正親。
- 特技はピアノ（ピティナ・ピアノコンペティション東日本大会優秀賞受賞）[1]・クラシックバレエ・弓道・エア弓道。
- 茶道を習っている。
- 好きな食べ物はカロリーメイト。
- Girl＜s＞ACTRY内でお笑いユニット「もち山田」（もち＝替地桃子・山田＝山田美緒）を結成している。
- 夢は事務所の先輩、市村正親と共演すること。
- Girl〈s〉ACTRY内でムードメーカー的存在。
- 3歳よりクラシックバレエ、6歳よりピアノを習っている。
- めちゃくちゃ面白い。（メンバー評価より）
- 好きな国はタイ。
- 好きなタイプは風邪をひかない人。
- ご当地キューピーを集めている。周りの協力により現在78個集まる。
- ミュージカルが大好きで、音楽大学に進学し、ミュージカルを専攻。
- 中学高校6年間弓道部に所属していた。
- スキー検定1級所持。
- アジア旅行が好き。
- 愛用品はロクシタン。
- 元旦は寒中水泳をする。
- 10歳から毎日欠かさず日記を書き続けている。

## 出演

### テレビ
- 世界笑える!ジャーナル（2010年、TBS）
- 進化するラジオ（2010年、WOWOW）
- 部活をやろう!（2010年、J:COM）
- 勝ち抜け! スーパー中高生!（2010年、J:COM）
- G.A.T〜ガールズアクトリータイム（2010年、TOKYO MXテレビ）
- G.A.days〜ジー・エー・デイズ〜（2010年、TOKYO MXテレビ）
- UMU全国アイドルお取り寄せ展（2010年、TOKYO MXテレビ）
- 歌セラ 第8回「BLeeeeN」（2010年、テレビユー山形/東北放送 他） - モモコ 役
- 大切なことはすべて君が教えてくれた（2011年、フジテレビ） - 牧田玲花 役
- P&Gパンテーンスペシャルドラマ「フォルティッシモ〜また逢う日のために〜」（2011年、BSフジ） - 鈴木紗江子 役
- スパモク（2012年、TBS）
- エンダン（2012年、NOTTV）
- OL達の給湯室〜メンタリズムでグチ解決!!（2013年、BeeTV） - アカリ 役
- Girl〈s〉ACTRY
  - こうじょう委員会（2012年12月28日 - 2013年9月20日、北参道放送局）
  - 隔週公演「月刊 少女コミック」（2014年11月12日 - 、ニコニコ生放送）
- はぶらし～女友だち～（2016年1月5日 - 2月23日、NHK BSプレミアム） - 古澤水絵（学生時代） 役[2]
- 中居正広のこうして私はやっちゃいました! 神センス☆塩センス!（2016年、フジテレビ）
- 爆報! THE フライデー（2016年、TBS） - おニャン子クラブ・樹原亜紀 役
- 偉人におみそれ～ション!!（2016年、フジテレビ） - 美どり 役
- 変ラボ（2016年、日本テレビ） - 胸キュンモストラ
- AKBラブナイト 恋工場 #25「劇愛」（2016年、テレビ朝日） - 久江 役
- 夜のブラマヨ研究所（2016年、フジテレビ） - 塚田僚一の理想の女性 役
- 中居正広の金曜日のスマイルたちへ（2016年、TBS）
- ゲオオリジナルドラマ「龍が如く 魂の詩。」 - キャバ嬢 役
- ラブホの上野さん 第1話（2017年、フジテレビ）
- 彼女イチコロ飯〜代官山編〜 Yahoo!ライフマガジン
- 爆報! THE フライデー（2017年、TBS） ‐芳村真理　役
- 24時間テレビ 愛は地球を救う40（2017年、日本テレビ）
- あなたには渡さない（2018年、テレビ朝日）
- 小河ドラマ 龍馬がくる（2018年、時代劇専門チャンネル×関西テレビ放送共同製作作品）- TVドラマ編集スタッフ 役
- ぶるぺん＃324 ゲスト（2019年6月）
- Pリング バースデイ 呪いの始まり（2019年‐） ‐モモコ 役
- あなたがしてくれなくても第9話（2023年、フジテレビ） - 母親役

### 映画
- 2ちゃんねるの呪い7「八尺様」 主演（2012年） - 裕子 役
- ひとりかくれんぼ 劇場版 -真・都市伝説-（2012年） - 遠野美咲 役
- 携帯彼女+（2012年） - サクラ 役
- HK 変態仮面（2013年）
- こっくりさん 劇場版 新都市伝説（2014年） - 咲 役
- L・DK（2014年、東宝）
- 夜空はいつでも最高密度の青色だ
- トリノコシティ（2017年） - 綾子 役
- きらきら眼鏡（2018年） - 咲也香 役
- 血まみれスケバンチェーンソーRED（2019年） - ドリエ 役

### CM
- パナソニック「ネイマール オリンピック／パラリンピック閉幕後篇」
- ゴーちゃん。Lab.「クラシエ薬品」
- ユニ・チャーム「ソフィ」
- 花王「ハミングfine」
- 株式会社オンリーストーリー「インターン生募集2017冬」WEB CM
- たちばな(着物店) WEB CM「感謝の軌跡」 - 主演 沙織 役

### モデル
- 流儀圧搾 - 株式会社シーズメン　カタログモデル
- 2018年より、一般財団法人 日本アマチュア無線振興協会（JARD）ナビゲーター

### 雑誌
- 電脳サブカルマガジンOG Vol.44 「姫・変革号」スペシャルインタビュー[3]
- 週刊プレイボーイ
- FLASH
- BOMB
- じゃらん関東東北版 - 表紙

### 執筆
- 朝日新聞デジタルauニュースEX今女日記（2013年8月1日 - 毎月ミュージカルコラム掲載）

### 舞台
- Girl〈s〉ACTRY
  - 第一回公演「SCHOOL DAYS」（2010年3月30日、笹塚ファクトリー）
  - 第二回公演「SUMMER DAYS」（2010年7月17日、新宿シアターモリエール）
  - 第三回公演「Select Days」（2011年8月21日・22日）
  - 第四回公演「Secret Days」（2012年8月28日）
  - 隔週公演「月刊 少女コミック」（2014年11月12日 - ）
- アリスインプロジェクト「Alice in Chrono Paradox[4]」（2011年5月3日 - 8日、池袋シアターグリーンBOXinBOXシアター） - 風組 七里玲 役
- 2nd Birth Days プラス（2012年3月30日）
- STRAYDOG Produce「問題のない私たち」（2012年4月6日 - 8日、座・高円寺）
- 3rd Birth Days（2013年3月30日）
- 〜怪談〜まほろば荘 主演（2013年2月 - 8月） - 神楽御輿ゆき 役
- Girl〈s〉ACTRY第五回公演「Singing Days」（2013年10月19日）
- 明日、君を食べるよ 主演（2014年2月26日 - 3月2日） - サナギ 役
- ミュージカル「女海賊ビアンカ」
  - 美内すずえ×ガラスの仮面劇場 劇団つきかげ「女海賊ビアンカ」（2014年4月19日・20日、森ノ宮ピロティホール）
  - 美内すずえ×ガラスの仮面劇場「女海賊ビアンカ」（2015年9月9日 - 13日、AiiA 2.5 Theater Tokyo） - ビアンカの侍女 役
- 劇団時間制作第五回公演「手を握る事すらできない」 主演（2014年12月17日 - 21日）
- TARO～俺たちが救う!!～（2015年1月21日 - 25日、CBGKシブゲキ!!） - ヒロイン・風間南 役
- 神様はじめましたTHE MUSICAL♪（2015年3月21日 - 29日、東京芸術劇場プレイハウス）
- 世界公演「美少女戦士セーラームーン The Super Live」セーラーマーキュリー/水野亜美 役
  - 東京プレビュー公演アイアシアタートーキョー（2018年8月31日・9月1日）
  - パリ公演パレ・デ・コングレ・ド・パリ大劇場（ジャポニズム2018年公式企画）（2018年11月3・4日）
  - アメリカ公演
    - ワシントンD.C. Warner Theatre 2019全米桜祭りオープニングセレモニー（2019年3月23日）
    - ワシントンD.C　Warner Theatre（2019年3月24日）
    - NYCブロードウェイ PlayStation Theater（2019年3月29日 - ）
- 人狼系アドリブ推理バトル「レジスタンスイレブン」（2019年10月）東京映画・俳優&放送芸術専門学校ホール

### ライブ
- ホリプロお笑いライブ（2010年10月10日、明治安田生命ホール）
- JUMP UP!!（2010年12月26日、銀河劇場）
- 第2回 ヤンヤン歌うステージ（2011年4月24日、StudioCube326）

### イベント
- サマーパーティー♥ホリプロ50周年記念!!及びBS-TBS開局10周年記念アイドル50人大集合!!（2010年8月24日、赤坂BLITZ）
- U.M.U AWARD 2010〜全国アイドルお取り寄せ展〜（2010年12月27日、銀河劇場）
- うさぎバースデースペシャルパーティ2019ラフォーレミュージアム原宿(2019年6月30日)セーラーマーキュリー/水野亜美 役